# Malmöexpressen

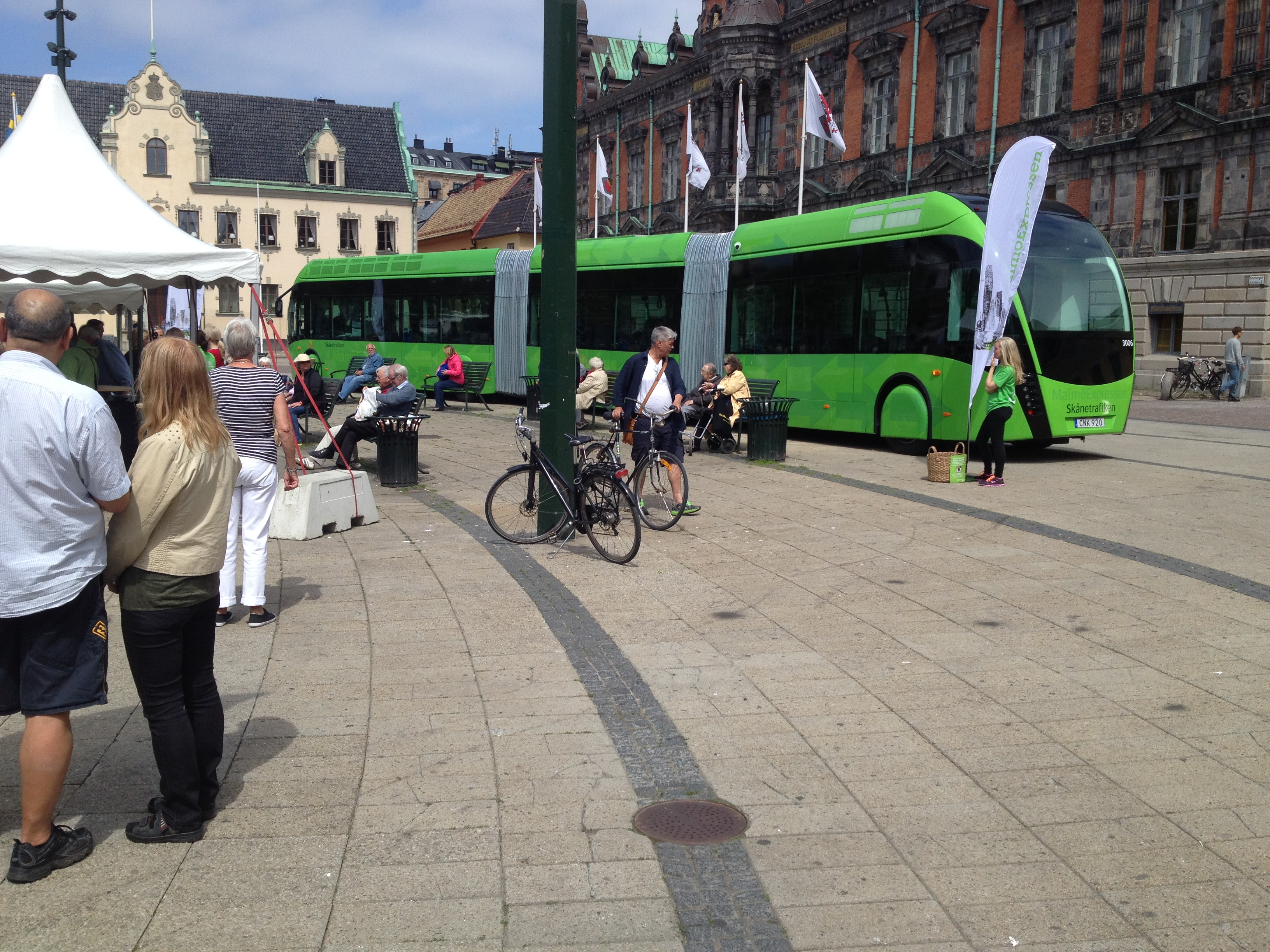
Malmöexpressen vid invigningen 2014

Malmöexpressen är ett BRT-koncept i Malmö för linjer med högt passagerarantal. Linjerna trafikeras av dubbelledade bussar, som har egna bussfiler under större delen av färden. Under 2022 fanns det två sådana linjer: 5 och 8. För kommande år planeras linjerna 2, 4 och 10 också att bli expresslinjer. Konceptet brukar ha förkortningen MEX vilket står för Malmö Expressen. Skånetrafiken har även StadsExpress-konceptet i Helsingborg och Lund. I Lund är det däremot Spårvagn istället för buss.

## Linjer

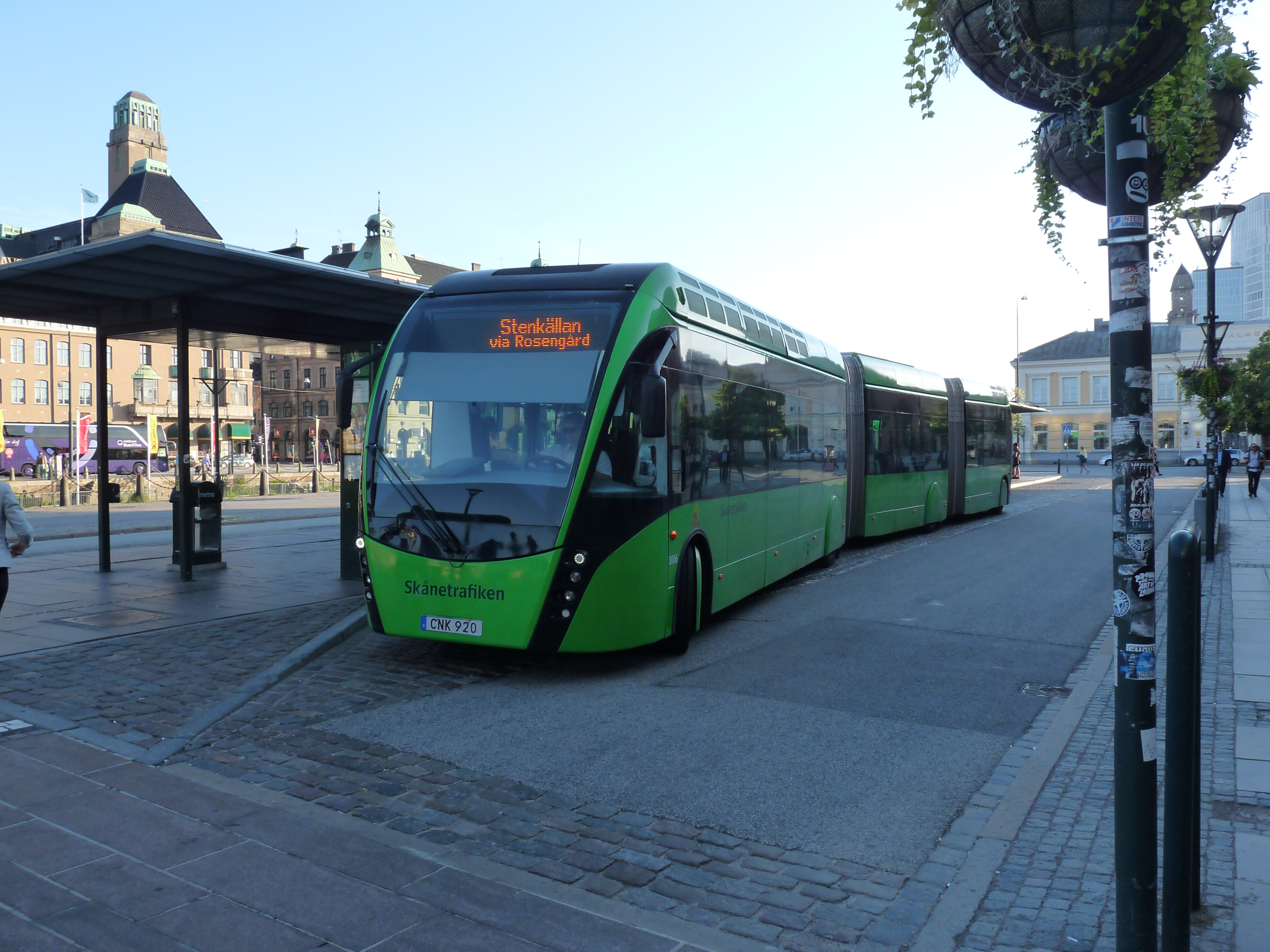
Buss på linje 5 vid Malmö centralstation

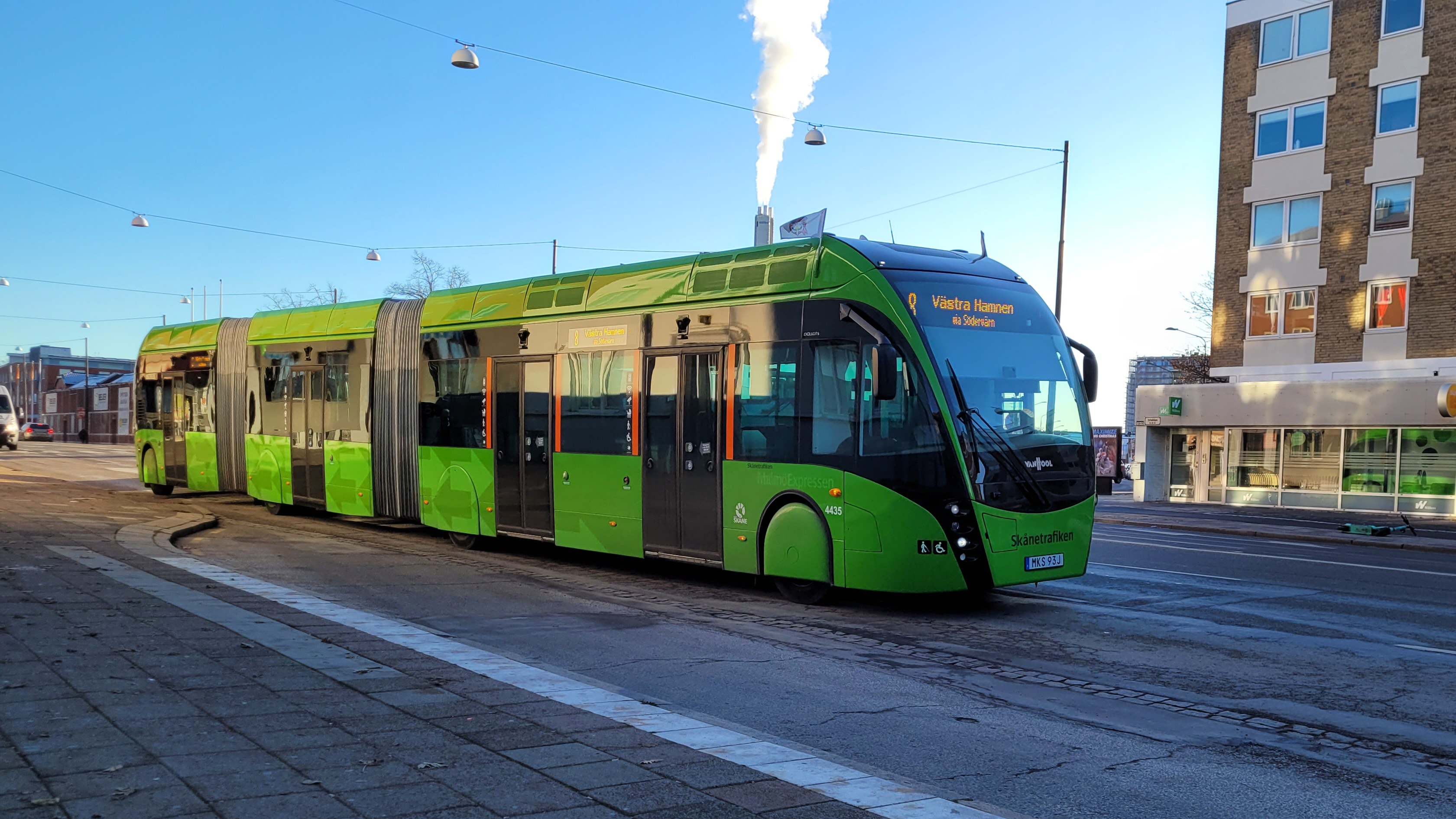
Buss på linje 8

| # | Linje                      | Antal hållplatser |
| - | -------------------------- | ----------------- |
| 5 | Västra hamnen - Stenkällan | 20                |
| 8 | Västra Hamnen - Lindängen  | 23                |

### Planerade linjer
| #  | Linje                     | Antal hållplatser | Förväntas börja trafikeras |
| -- | ------------------------- | ----------------- | -------------------------- |
| 2  | Nyhamnen - Kastanjegården |                   | 2028                       |
| 4  | Limhamn - Segevång        |                   | 2025                       |
| 10 | Malmö C - Svågertorp      |                   | 2029                       |

## Fordon
Linjerna 5 och 8 körs med 24 meter långa dubbelledade bussar av modell Exqui City från Van Hool.
Bussarna på linje 5, som började köra 2014, är hybridbussar som laddas på depån och går på biogas och el.. Bussarna på linje 8 började köra 2022 och är helt eldrivna.
Bussarna är målade i den limegröna kulör som alla Skånes stadsbussar har, och har det pilmönster som kännetecknar en skånetrafikenbuss. Bussarna har fyra dubbeldörrar och 51 säten och tar 137 passagerare.

## Bilder

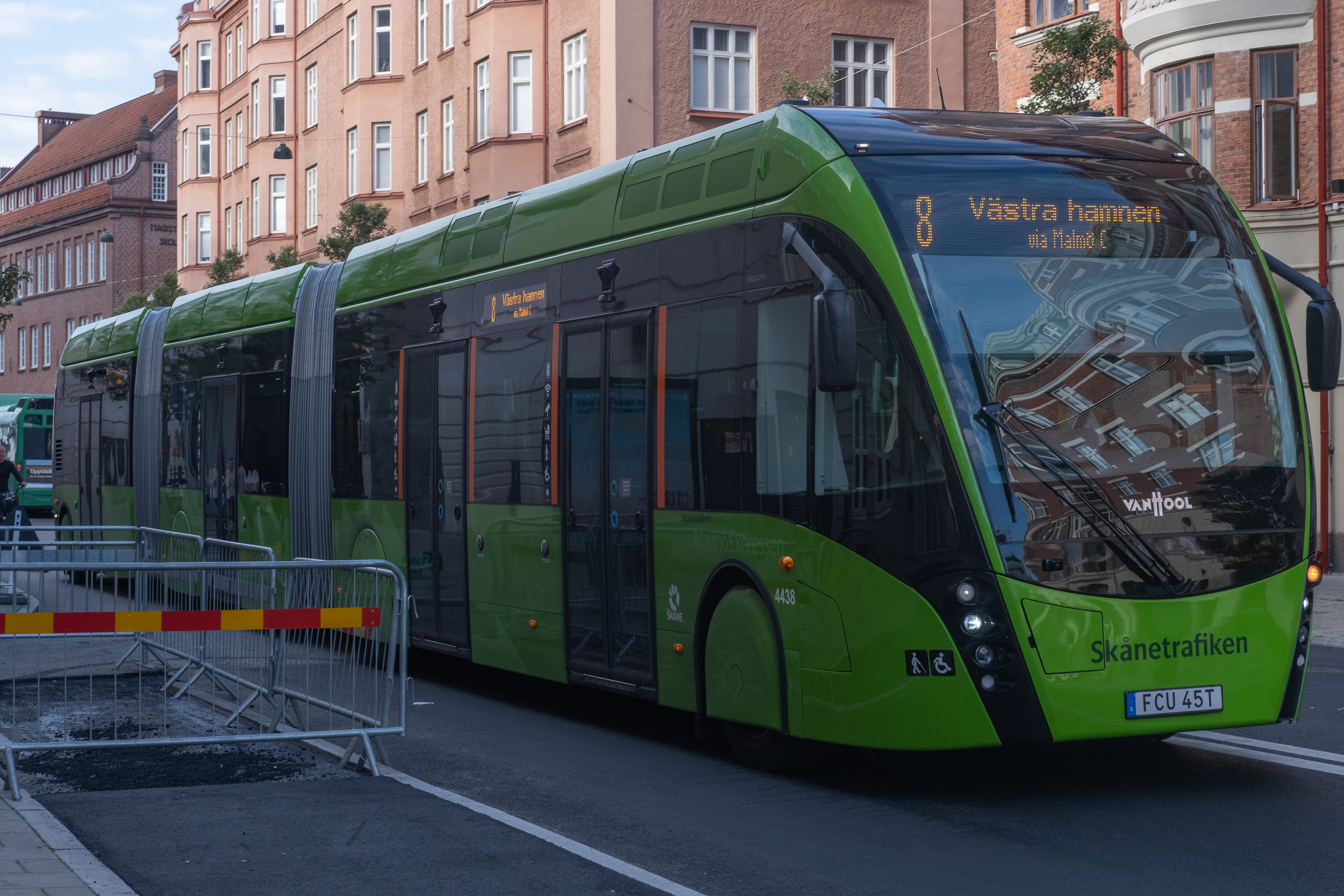
Buss på linje 8 nära norra uppgången av Station Triangeln